# Sugarcreek (contea di Venango, Pennsylvania)
Sugarcreek è un comune (borough) degli Stati Uniti d'America, situato nello stato della Pennsylvania, nella contea di Venango.